# Дубени
Ду́бени (латыш. Dubeņi) — населённый пункт в Гробинском крае Латвии. Административный центр Гробинской волости. Находится у региональной автодороги P113 (Гробиня — Барта — Руцава). Расстояние до города Гробиня составляет около 9 км.
По данным на 2017 год, в населённом пункте проживало 467 человек. Есть волостная администрация, начальная школа, культурный центр, фельдшерский пункт, почта.

## История
В советское время населённый пункт входил в состав Гробиньского сельсовета Лиепайского района. В селе располагалась центральная усадьба совхоза «Гробиня».
В XX веке через село проходила железнодорожная линия Лиепая — Мажейкяй со станцией Дубени. К началу XXI века линия была ликвидирована.